# Торговые ряды (Новогрудок)
Торго́вые ряды́ (бел. Гандлёвыя рады) — исторический торгово-складской комплекс в городе Новогрудке Гродненской области Белоруссии, памятник архитектуры классицизма. Расположены по адресу: ул. Минская, д. 3. Входят в Государственный список историко-культурных ценностей Республики Беларусь (историко-культурная ценность республиканского значения).

## История
Торговые ряды возведены из кирпича на рыночной площади города в 1812 году по типовому проекту, составленному в Санкт-Петербурге. В 1953 году в целях приспособления под промышленный магазин реставрированы и частично перестроены. Так, например, были изменены внутренняя планировка, частично главный фасад, конструкция крыши (понижена), колоннада облицована декоративной керамической плиткой. В настоящее время также используются организациями торговли города.
Бо́льший корпус торговых рядов, который располагался в центре площади, не сохранился.

## Архитектура
Торговые ряды в Новогрудке представляют в плане вытянутую трапецию. Накрыты двускатной крышей с треугольными фронтонами на торцах и в центре продольных фасадов. Имеют центральный и два боковых входа. Главный южный фасад прорезан прямоугольными оконными проёмами. Ранее на главном фасаде были входные двери в магазины. Магазины освещались оконными проёмами на тыльном фасаде. Вдоль главного фасада здания обходная галерея, образованная дорической колоннадой. Внутри — торговый зал и небольшие складские помещения.